# ألفونس هوبر
ألفونس هوبر (بالألمانية: Alfons Huber)‏ (و. 1834 – 1898 م) هو مؤرخ، وبروفيسور نمساوي، وكان عضوًا في الأكاديمية النمساوية للعلوم، توفي في فيينا، عن عمر يناهز 64 عاماً.

## التعليم
تعلم في جامعة إنسبروك.